# Lochmaeocles
Lochmaeocles – rodzaj chrząszczy z rodziny kózkowatych i podrodziny zgrzypikowych.

## Zasięg występowania
Przedstawiciele tego rodzaju występują w Ameryce Północnej i Południowej od południowego USA i Trynidadu i Tobago po Argentynę.

## Systematyka
Do Lochmaeocles należy 25 gatunków:

- Lochmaeocles alboplagiatus
- Lochmaeocles basalis
- Lochmaeocles batesi
- Lochmaeocles callidryas
- Lochmaeocles confertus
- Lochmaeocles congener
- Lochmaeocles consobrinus
- Lochmaeocles cornuticeps
- Lochmaeocles cretatus
- Lochmaeocles fasciatus
- Lochmaeocles grisescens
- Lochmaeocles hondurensis
- Lochmaeocles laticinctus
- Lochmaeocles leuripennis
- Lochmaeocles marmoratus
- Lochmaeocles nigritarsus
- Lochmaeocles obliquatus
- Lochmaeocles pseudovestitus
- Lochmaeocles pulcher
- Lochmaeocles salvadorensis
- Lochmaeocles sladeni
- Lochmaeocles sparsus
- Lochmaeocles tessellatus
- Lochmaeocles vestitus
- Lochmaeocles zonatus.